# Yes! BanG Dream!
『Yes! BanG_Dream!』は、Poppin'Partyのデビューシングルである。
このユニットは、ブシロードのメディアミックスプロジェクト『BanG_Dream!』にて誕生しており、キャラクターを演じる声優たちが実際に演奏する「リアルバンド」に位置付けられている。
本作は2015年10月11日に生産限定盤が先行販売され、2016年2月24日に一般発売された。
生産限定盤（BRMM-10030）とBlu-ray付生産限定盤（BRMM-10032）と通常盤（BRMM-10031）の三種がリリースされた。なお、生産限定盤は「Poppin'Party」のメンバーは山吹沙綾（大橋彩香）を除いた4名となっており、ジャケットイラストが異なるほか、収録曲のインストルメンタルが収録されていない。

## 歌詞
作詞を手掛けた中村航は、「Yes! BanG_Dream!」について、最初の曲ということもあり、イメージを固定しすぎないように注意したとリアルサウンドとのインタビューの中で話している。その際、初めて香澄が作詞する曲であることを示すため、跳ねるメロディに乗りやすく作詞の初心者が多用しやすい「きっと」「もっと」といったことばをあえて多用したとも述べている。
また、「STAR BEAT!〜ホシノコドウ〜」と「ぽっぴん’しゃっふる」もくわえた3曲をつくるため、それらの幅も意識したと中村は話している。

## パフォーマンス
「BanG Dream! 5th☆LIVE」の初日にあたる「Poppin’Party HAPPY PARTY 2018!」にて、「Yes! BanG_Dream!」のアコースティックバージョンが「ベイビー3」（西本りみ、 大橋彩香、 伊藤彩沙）によって披露されており、大橋がタンバリンを演奏した。同バージョンについてアキバ総研の中里キリは、「かわいらしさに特化した表現は西本さんと伊藤さんの独壇場で、キュートでどこか牧歌的な、この場ならではの「Yes! BanG_Dream!」を響かせた。」と表現しており、伊藤が時々語尾を問いかけるように上げて変化を入れているのが印象的だったと述べている。

## 収録曲
全作詞：中村航、全作曲：上松範康*、全編曲：藤永龍太郎*
▲はボイストラックを示す。
生産限定盤
1. Yes! BanG_Dream! ［5:08］
2. ぽっぴん'しゃっふる ［4:39］
3. STAR BEAT!〜ホシノコドウ〜 ［5:19］

CD（Blu-ray付生産限定盤・通常盤共通）
1. Yes! BanG_Dream! ［5:08］
2. ぽっぴん'しゃっふる ［4:39］
3. Yes! BanG_Dream!（instrumental）
4. ぽっぴん'しゃっふる（instrumental）
5. ボイストラック〜戸山香澄〜▲ ［1:14］
  - 出演：戸山香澄（愛美）

6. ボイストラック〜花園たえ〜▲ ［1:49］
  - 出演：花園たえ（大塚紗英）

7. ボイストラック〜牛込りみ〜▲ ［2:20］
  - 出演：牛込りみ（西本りみ）

8. ボイストラック〜山吹沙綾〜▲ ［1:58］
  - 出演：山吹沙綾（大橋彩香）

9. ボイストラック〜市ヶ谷有咲〜▲ ［1:58］
  - 出演：市ヶ谷有咲（伊藤彩沙）

Blu-ray（生産限定盤のみ）
- Yes! BanG_Dream!（アニメーションミュージックビデオ）

## 反響

### 売り上げ
ビルボードによると、本作の初週の売り上げは約1,500枚弱であるとされている。

### 評価
CDJournalのミニレビューによると、「Yes! BanG_Dream!」は、ポジティブな歌詞と曲調とされている。

## ミュージックビデオ
「Yes! BanG_Dream!」のミュージックビデオの完成報告は2015年12月13日有明コロシアムにて行われた「ミルキィホームズPresents ブシロードライブ2015」で行われ、同ライブの最後には、ミュージックビデオに合わせてPoppin’Partyによる演奏が行われた。
本作から3rdシングル「ティアドロップス」までの主要スタッフおよび制作会社はテレビアニメ第1期と同じ体制が組まれた。

### クレジット（ミュージックビデオ）
- 監督 - 大槻敦史
- 絵コンテ・演出 - 大槻敦史、中野剛
- キャラクター原案 - ひと和
- キャラクターデザイン - 仁多マツコ
- 総作画監督 - 仁多マツコ、滝山真哲
- 美術監督 - Scott MacDonald
- 色彩設計 - 小島真喜子
- CGIディレクター - 森田出
- CGI - OLMデジタル
- 撮影監督 - 中田智之
- 編集 - 新見元希
- アニメーション制作 - ISSEN × XEBEC